# Sicyos barbatus
Sicyos barbatus är en gurkväxtart som först beskrevs av Howard Scott Gentry, och fick sitt nu gällande namn av Charles Jeffrey. Sicyos barbatus ingår i släktet hårgurkor, och familjen gurkväxter. Inga underarter finns listade i Catalogue of Life.